# خرزهره
خَرزَهره، جُور، کیش یا ژاله درختچه‌ای سمی و همیشه‌سبز از راسته گل‌سپاسی‌سانان (Gentianales)، تیرهٔ خرزهره‌ایان (Apocynaceae) است که به‌طور معمول در پارک‌ها برای اهداف زینتی کاشت می‌شود.
این گیاه را در فارسی گیش، شبرنگ، جار، پهی و پی‌خوره نیز می‌نامند.
برگ خرزهره به برگ بید شبیه است، ولی از برگ بید ستبرتر و بزرگ‌تر است. پنج گلبرگی است و در برگ‌های آنها روزنه‌هایی وجود دارد که مانع تبخیر بیش از حد آب از آن‌ها می‌شود. گل‌های سرخ و سفید دارد و حیوانات اگر برگ آن را بخورند، می‌میرند.
خرزهره دارای ساقه بسیار و برگ‌های سه تائی و گل‌های رنگین که در نقاط گرم و خشک می‌روید و تمام بخش‌های آن به واسطه «گلیکوزوئیدهای قلبی» موجود در آن به ویژه اولئاندرین سمی است. گونه خودروی این درختچه در جنوب غرب ایران در شهرهای بهبهان و کهگیلویه و همچنین جنوب ایران از جمله در حوالی جیرفت، جهرم، لار، گراش، داراب و جزایر خلیج فارس و بندرعباس و سیرجان شهربابک دیده شده‌است. برخلاف بیشتر گیاهان خطرناک که فقط قسمت خاصی از آن‌ها سمی است، تمام بخش‌های درختچهٔ خرزهره می‌تواند موجب مسمومیت شود و حتی تنفس دود شاخهٔ در حال سوختن آن نیز مشکلاتی در پی دارد. استفاده از شاخه‌های این گیاه برای مصارف مختلف و نوشیدن آبی که در مجاورت گل‌های خوشه‌ای قرمز، صورتی و سفید آن قرار داشته، به مسمومیت‌های شدیدی منجر می‌شود. دوستداران باغبانی در مناطق مختلف دنیا با آب و هوای مدیترانه‌ای، بدون توجه به خطرات این گیاه سمی همیشه‌سبز به پرورش آن علاقهٔ زیادی نشان می‌دهند.

## هشدار
معمولاً عوارض مسمومیت با گیاه خرزهره به شکل تغییرات ناگهانی ضربان قلب مثل کند شدن یا تپش و افزایش سطح پتاسیم خون بروز می‌کند و درمان متداول آن تجویز داروهای کنترل ضربان قلب و ضد تهوع، شستشوی معده یا خوراندن زغال برای جذب سموم است. این گیاه در مناطق لرستان و ایلام و کرمانشاه هم دیده می‌شود و به زبان لری ژله گفته می‌شود. خرزهره که معمولاً در کف رودخانه رشد دارد مامن مناسبی برای حیات وحش است. در این منطقه از چوب و گل و میوه آن هیچ گونه استفاده ای نمی‌شود.

## روش های تکثیر گیاه خرزهره
تکثیر خرزهره به روشهای گوناگونی انجام می شود که شامل:

#### تکثیر از طریق کشت بذر
برای این منظور شما می توانید به کاشت بذر اقدام کنید چرا که یکی از روش های رایج کشت این گیاه، کاشت بذر است برای این کار ابتدا بستری زهکشی شده فراهم کنید و بعد بذرها را در بستر بپاشید و روی بذرها را بپوشانید. در طول جوانه زنی آبیاری باید به شکل غبارپاشی انجام شود تا از حرکت و جابه جایی بذرها جلوگیری گردد. وقتی گیاه به اندازه کافی در بستر خود رشد کرد و به مرحله ی سه برگی رسید یعنی زمان انتقال آن به زمین اصلی فرا رسیده است.

#### تکثیر از طریق قلمه زنی
از رایج ترین روشهای ازدیاد این گیاه قلمه زنی است و زمان آن فصل بهار یا اواسط تابستان می باشد که از ساقه های نیمه چوبی بدون گل، قلمه هایی تهیه می کنند و بعد باید برگهای قسمت پایین قلمه ها را حذف کنند و قلمه را درون بستری مناسب کاشته تا مراحل رشد و تولید ریشه انجام گردد.

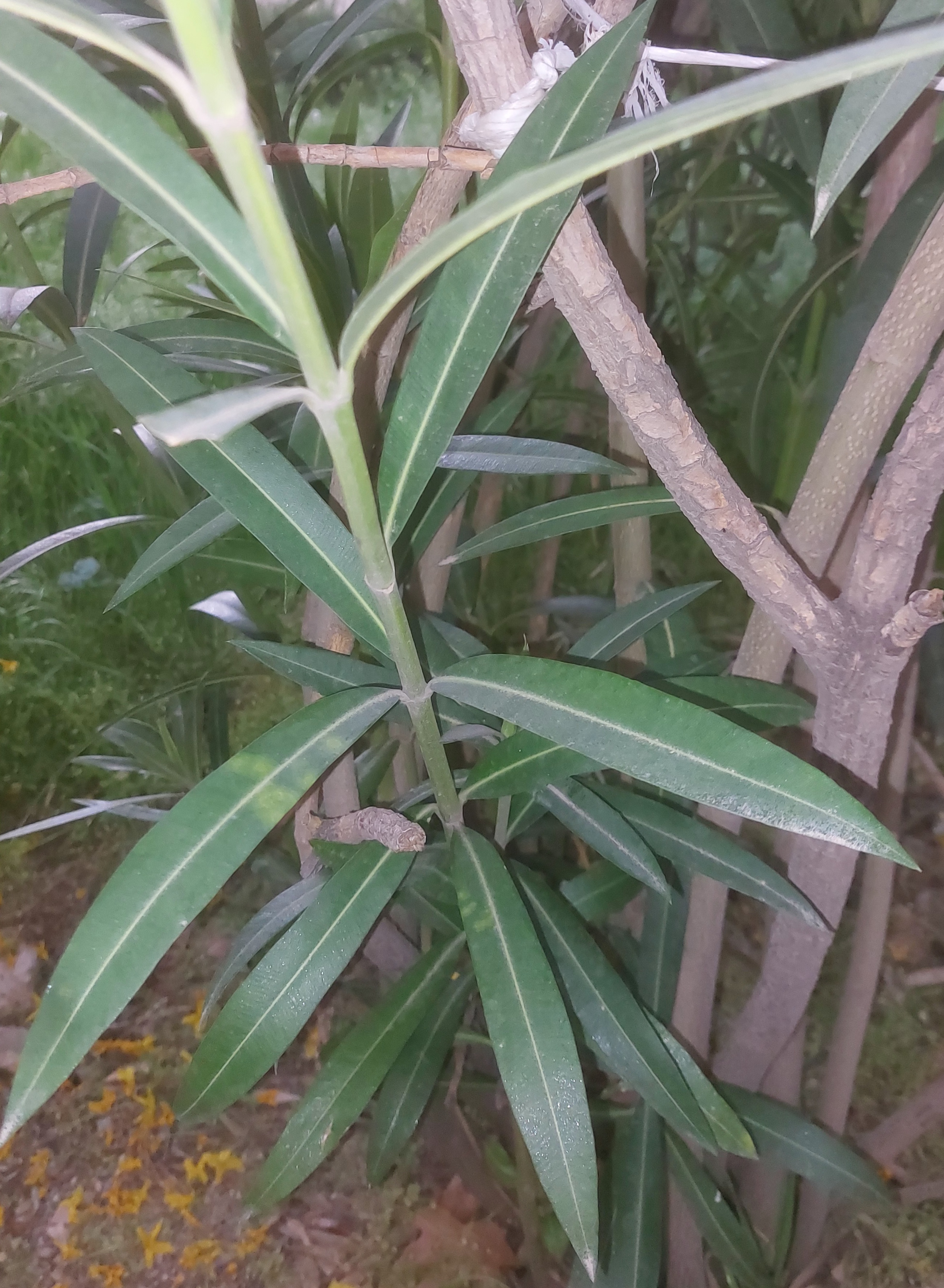
برگ های گیاه خرزهره

## نگارخانه

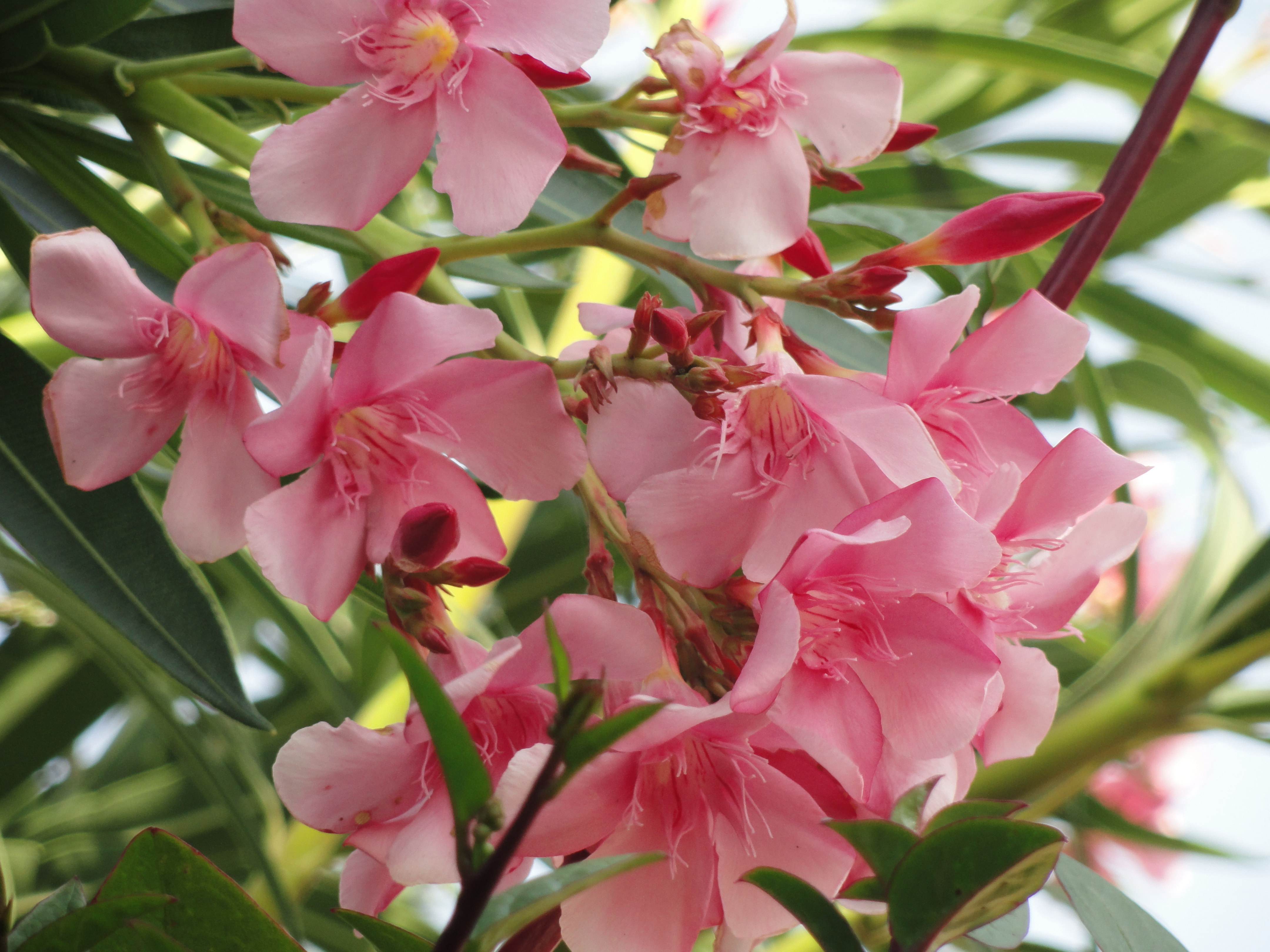
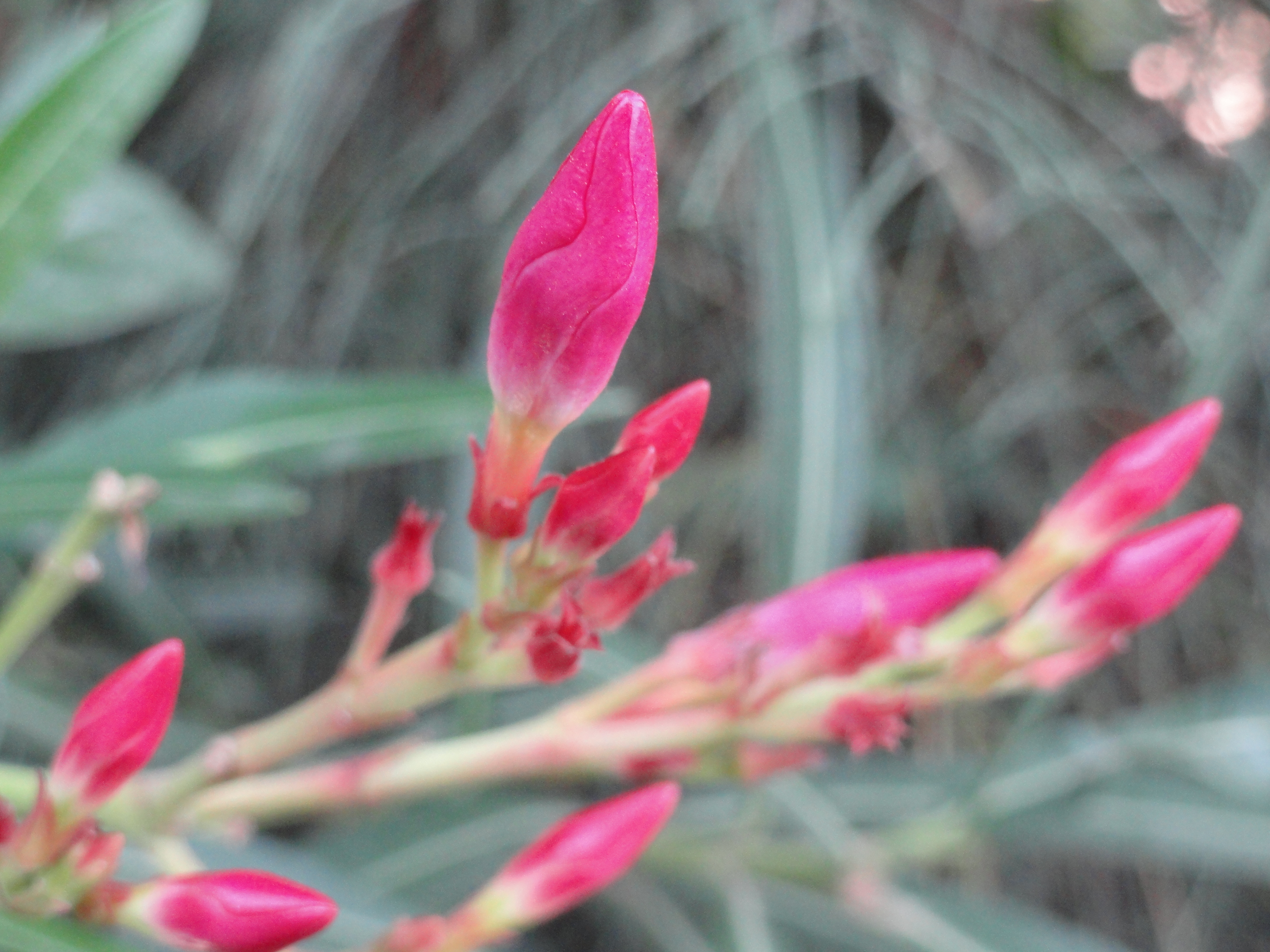
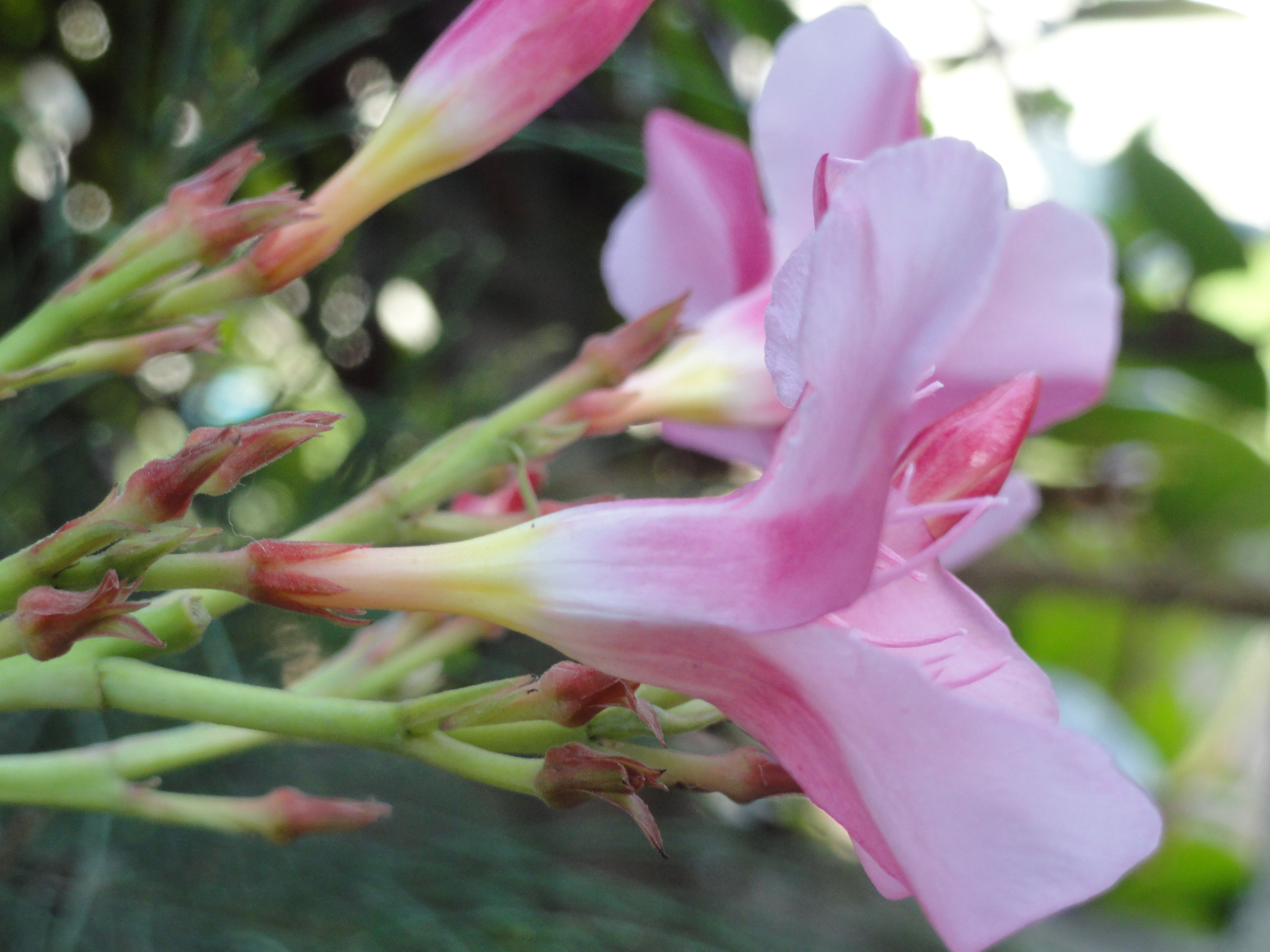
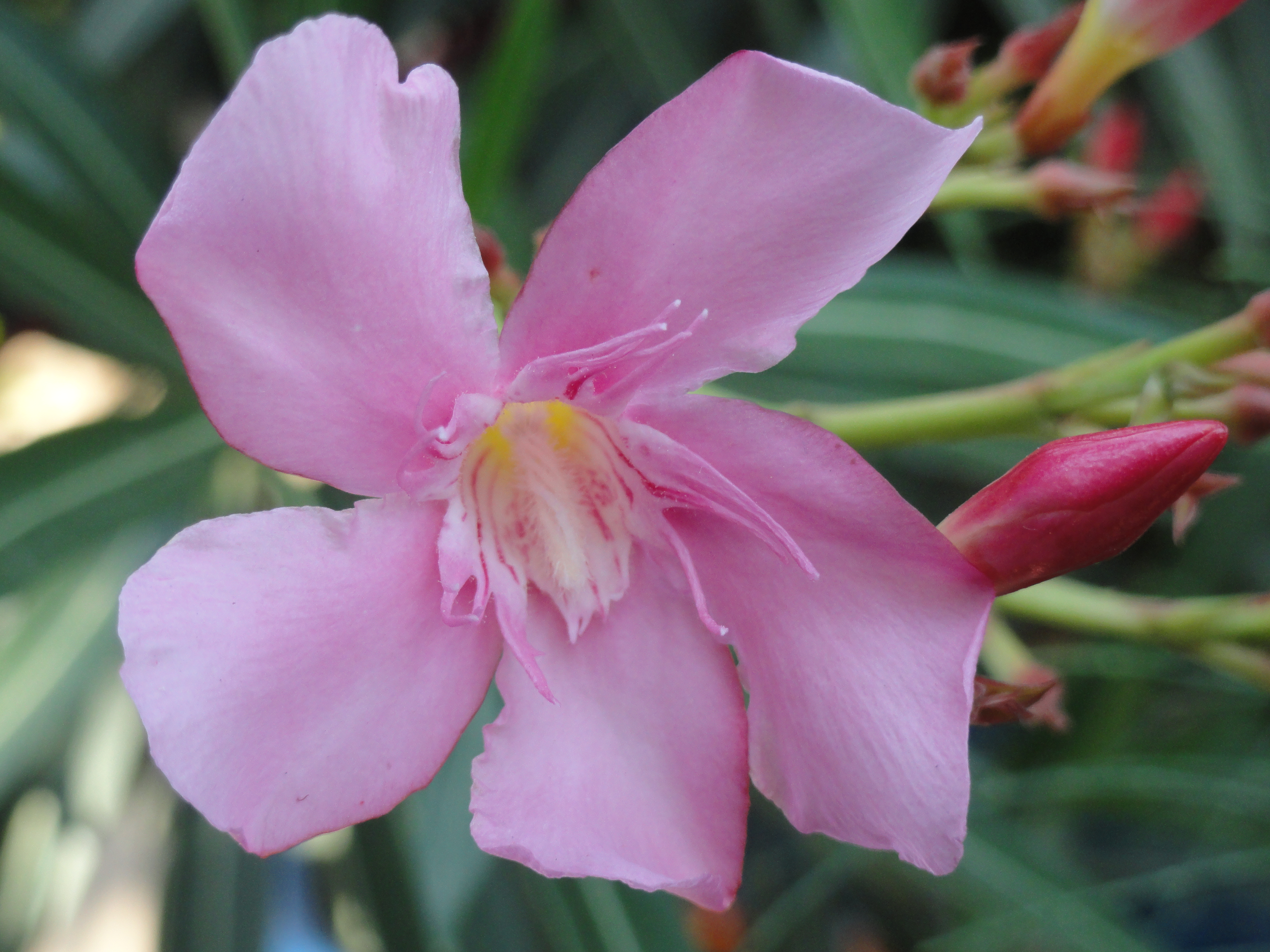